# Cup-and-Ring-Markierung

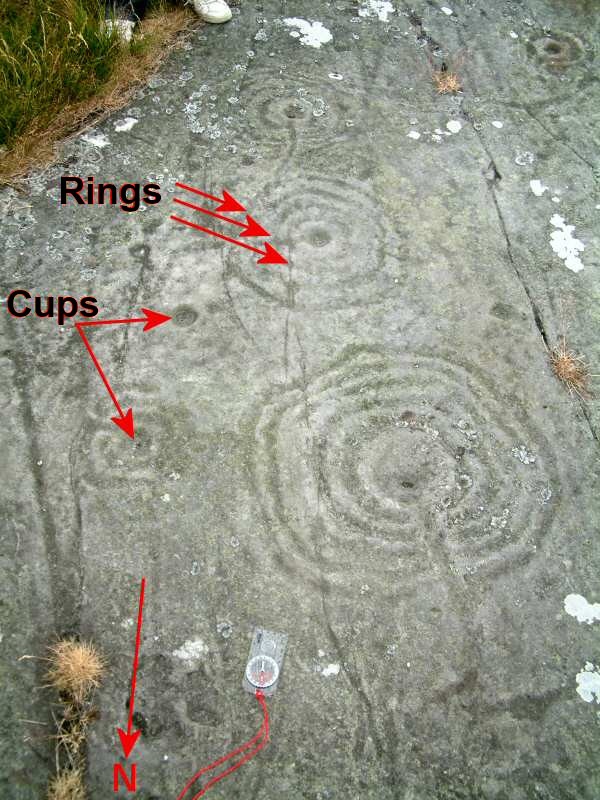
Cup and ring marks

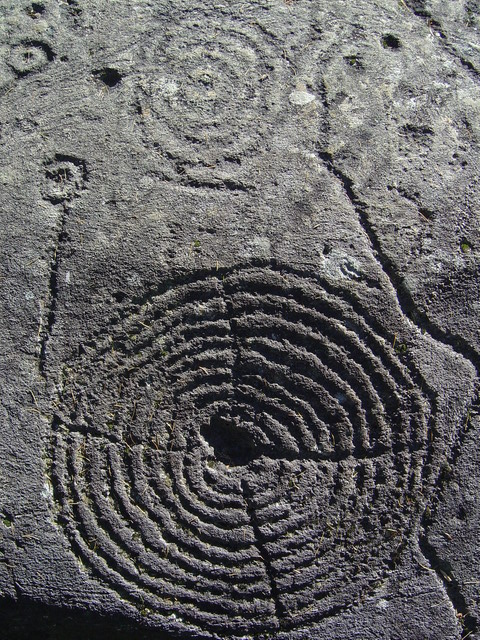
Cup-and-Ring-Motiv aus den Alpen, Carschenna, Schweiz

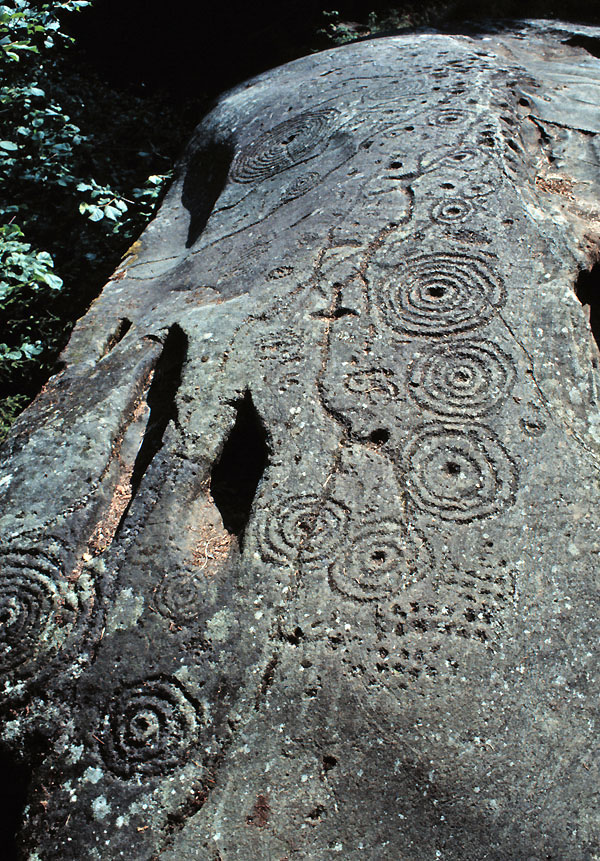
Felsritzungen auf Carschenna, Schweiz

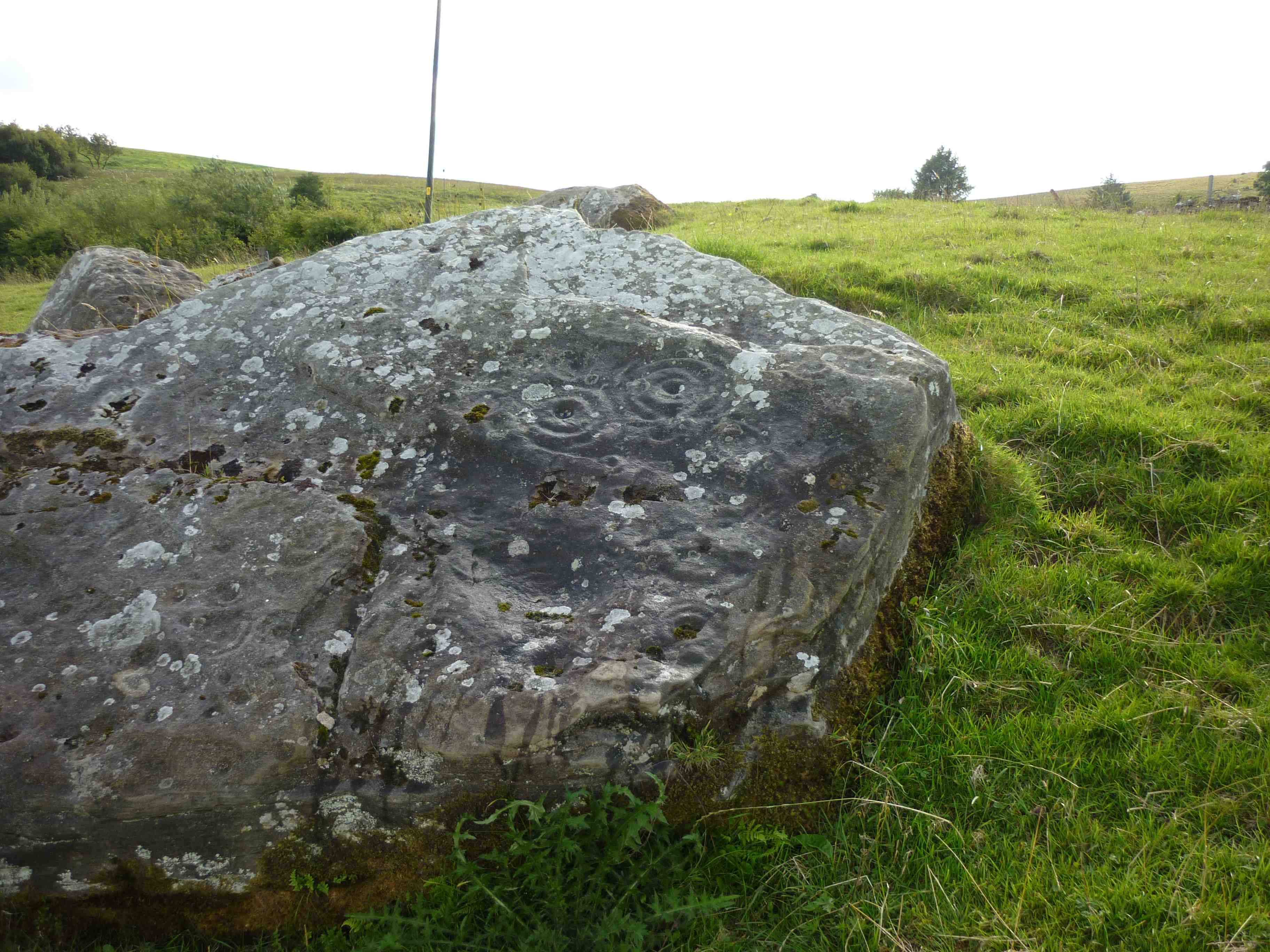
Felsritzungen von Reyfad, Nordirland

Cup-and-Ring-Markierungen (englisch cup-and-ring markings) sind abstrakte prähistorische Petroglyphen, eine besondere Felskunst oder Hierogramme, die vorwiegend auf den Britischen Inseln (mit Ausnahme der Orkney und Shetland-Inseln), aber auch in den Alpen und an der Atlantikküste Kontinentaleuropas, so im spanischen Galicien gefunden werden.

## Beschreibung
Die Markierung besteht aus einer konkaven Vertiefung von einigen Zentimetern Tiefe, die oft in eine glatte Steinformation eingepickt ist, die meist durch eiszeitlichen Gletscherschliff entstand. Der „Cup“, in Deutschland als Schälchen bezeichnet, ist regional von „Rings“, konzentrischen Kreisen umgeben. Ihre Zahl variiert zwischen eins und fünf, aber auch höhere Zahlen kommen gelegentlich vor.
Im archäologischen Park Monte Tetón, bei Tomiño, im spanischen Galicien befinden sich große Kombinationen von konzentrischen Petroglyphen. Die „Gruppe 3“, mit 18 konzentrischen Ringen hat einen maximalen Durchmesser von 3,5 m und gehört zu den größten Felsritzungen dieser Art in Europa. Manchmal verläuft ein linearer Kanal von der Mitte des Schälchens nach außen. Cup-and-Ring-Markierungen kommen auch vergesellschaftet mit anderen Motiven (Spiralen) oder Motivgruppen vor, wobei die Mustervielfalt erstaunlich groß ist. Die ebenso häufigen "Cup-Markings" sind dagegen Schälchen ohne Ringe; andererseits gibt es zahllose konzentrische Kreise ohne Schälchen.

## Britische Inseln
Rund 6000 Cup-and-Rings sind für Großbritannien bekannt, davon über 2000 in Schottland. Die Zahl der einzelnen Fundplätze, die auch Funde ohne Ringe (Glennan Burn) und weitere Steinzeichnungen beinhalten und die zusammenfassend als Rock Art bezeichnet werden, werden für die britischen Inseln auf rund 7000 geschätzt, davon 3500 in England, 2500 in Schottland, 75 in Wales, 65 in Nordirland sowie 750 in der Republik Irland. Ausgehend vom Norden Englands ist eine Datenbank im Aufbau, die letztlich alle Funde des Landesteils umfassen soll. In Schottland wurde 2017 ein auf eine Dauer von fünf Jahren angelegtes vergleichbares Projekt von Historic Environment Scotland begonnen.
Es wird von etwa 50.000 Cups gesprochen, von denen 7.500 mit Ringen umgeben sind. Die Dekoration kommt als petroglyphisches Element auch auf Menhiren, Felsblöcken und Megalithen vor, aber auch auf Steinen der irischen Passage tombs Knowth und Newgrange oder denen des Clava-Typs in Schottland, sowie in einigen Souterrains.
- Im Kilmartin Valley in Schottland sind sie sehr häufig (Achnabreck, Ballymeanoch, Cairnbaan, Glasvaar), kommen aber auch in Dumfries and Galloway (Drumtroddan), im Peak District in Cumbria (Copt Howe), in Northumberland (Lordenshaw und Weetwood Moor), auf der Isle of Arran (Felsritzungen von Stronach Ridge), in Cornwall, Yorkshire (Felsritzungen im Ilkley Moor) und Devon vor.
- In Nordirland findet man sie beispielsweise in Ballystokes im County Down sowie in Killykeeghan und Reyfad im County Fermanagh auf Felsaufschlüssen. In Glenmakeeran County Antrim und im Loughermore Forest, County Derry finden sie sich auf Megalithanlagen.
- In der Republik Irland kommen sie von Donegal (Ardmore) bis in die Countys Kerry und Cork vor: (Aghacarrible, Ballynahow Beg, Burgatia, Coolnaharragill, Coomasaharn, Derrynablaha und Milltown).

### Zeitstellung Großbritannien
Die meiste Felskunst stammt aus dem Neolithikum und der älteren Bronzezeit (3800 bis 1500 v. Chr.), aber innerhalb dieses Zeitraums bleibt die Datierung ungenau. Neben dem Problem, dass einzelne Motive und Platten im Lauf der Zeit modifiziert wurden, gibt es weitere Gründe. Felsen sind selten direkt mit datierbaren Objekten zu verbinden. Außerdem gestattet der Cup-und-Ring-Stil in der Regel keine stilistischen Verknüpfungen, wie sie auf Keramik oder andere Artefakten möglich sind. Ein Beispiel, wo Felskunst aus stilistischen Gründen zuverlässiger datiert werden kann, ist die Affinität mit Designs auf bestimmten Keramiken, insbesondere der Jungsteinzeit in den Passage Tombs in Irland. Die Designs, von denen relativ wenige in England gefunden wurden, umfassen geometrische Muster, insbesondere ineinandergreifende Dreiecke, Winkel und Rauten, die so unterschiedlich zu den Cup-and-Ring Motiven sind, dass es angebracht ist, sie als eine andere (mutmaßlich ältere) Art von Artefakten zu betrachten. Doch sie erscheinen auch innerhalb der Zeitspanne der Cup- und-Ring Tradition und wurden in einigen Fällen neben Cups-and-Rings gefunden. Ihre Aufbringung kann sich zwischen 3500 und 2000 v. Chr., auf einen kürzeren Zeitraum erstreckt haben.
O. G. S. Crawford argumentierte in "The Eye Goddess", dass die neolithischen konzentrischen Kreise in Europa das Auge einer Göttin darstellten.

## Skandinavien
In Skandinavien sind 250 Plätze bekannt, an denen Schälchen (ohne Ringe) gefunden wurden, darunter die Slutarpsdösen, die über 55 Schälchen (schwed. älvkvarnar) zählt. Döse und Dysse sind Bezeichnungen für Dolmen.

## Alpenraum, Iberische Halbinsel, Bretagne und Sardinien

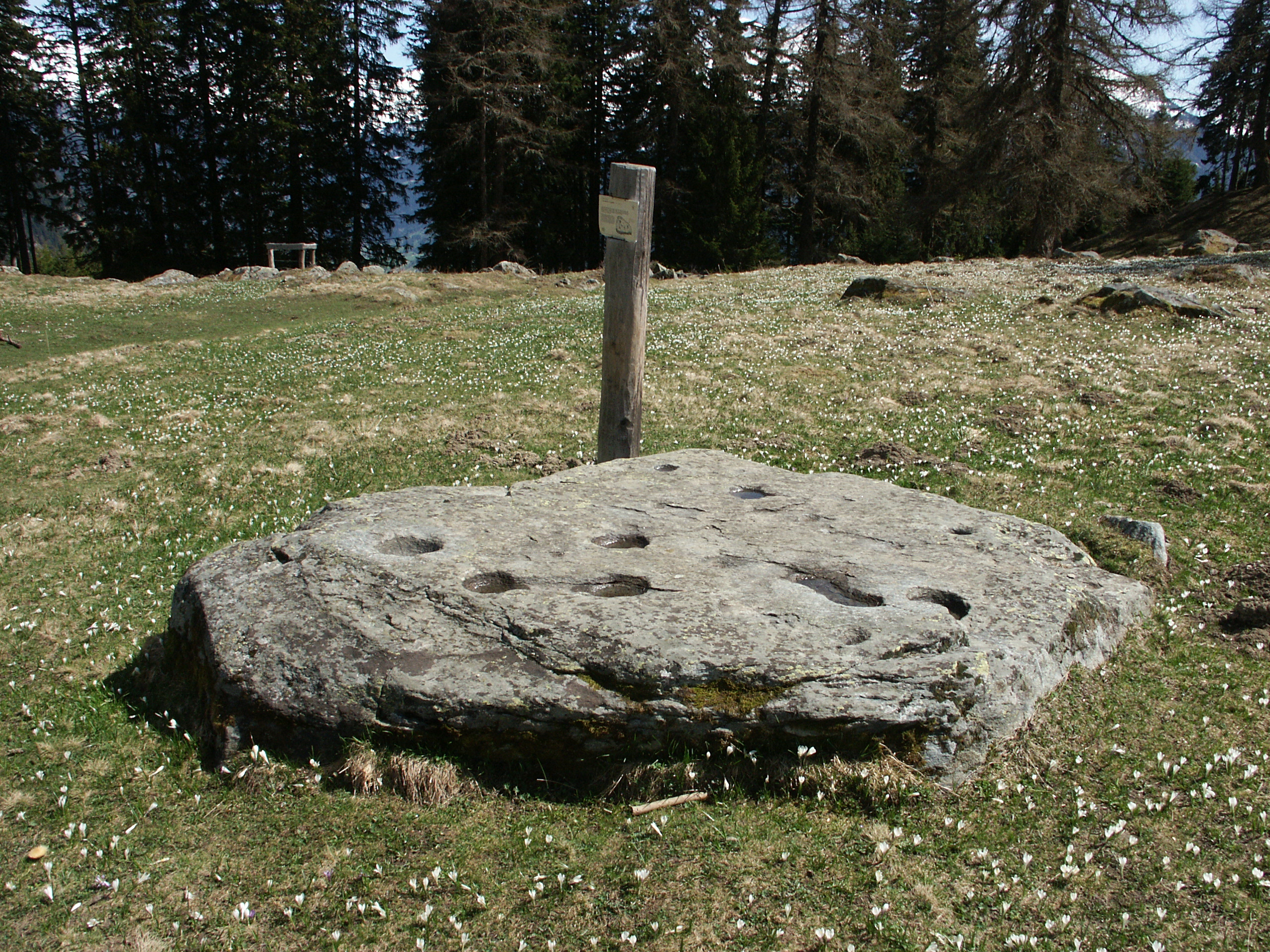
Col du Lein - Schweiz

Neolithische Felsritzungen konzentrischer Kreise sind auf Carschenna bei Sils im Domleschg im Kanton Graubünden und vom Col du Lein (Pas du Lin) der das Rhonetal mit dem Val de Bagnes in der Schweiz verbindet bekannt. Im Westen der Iberischen Halbinsel, d. h. im Norden Portugals, in Galicien. Die Petroglyphen von Mogor zeigen sogar labyrinthähnliche Motive und (z. B. in der Umgebung von Lucillo, Provinz León) finden sich ebensolche Ritzungen. An den Megalithgräbern von Gavrinis und Pierres-Plates in der Bretagne treten sie ebenso in Erscheinung wie am Menhir von Sa Perda Pinta, AUF Sardinien.

## Südamerika
Die Quimbaya Petroglyphen in Kolumbien.